# Crenisopus acinifer
Crenisopus acinifer är en kräftdjursart som beskrevs av Wilson och Keable 1999. Crenisopus acinifer ingår i släktet Crenisopus, ordningen gråsuggor och tånglöss, klassen storkräftor, fylumet leddjur och riket djur. Inga underarter finns listade i Catalogue of Life.